# Torneo de Doha 2014
El Qatar ExxonMobil Open es un evento de tenis de la serie 250, se disputa en Doha, Catar en el Khalifa International Tennis Complex desde el 30 de diciembre hasta el 6 de enero.

## Cabeza de serie

### Individual masculino
| Tenista               | Ranking | Preclasificada |
| Rafael Nadal          | 1       | 1              |
| David Ferrer          | 3       | 2              |
| Andy Murray           | 4       | 3              |
| Tomáš Berdych         | 6       | 4              |
| Richard Gasquet       | 9       | 5              |
| Philipp Kohlschreiber | 22      | 6              |
| Ernests Gulbis        | 24      | 7              |
| Fernando Verdasco     | 30      | 8              |

- Ranking del 23 de diciembre de 2013

### Dobles masculino
| Tenista                         | Ranking | Preclasificada |
| Alexander Peya Bruno Soares     | 7       | 1              |
| David Marrero Fernando Verdasco | 13      | 2              |
| Ivan Dodig Marcelo Melo         | 13      | 3              |
| Treat Huey Dominic Inglot       | 49      | 4              |

## Campeones

### Individuales masculinos
Rafael Nadal venció a  Gaël Monfils por 6-1, 6-7(5-7), 6-2

### Dobles masculinos
Tomáš Berdych /  Jan Hajek vencieron a  Alexander Peya /  Bruno Soares por 6-2, 6-4